# П. И. П. Лидо (Венеција)
П. И. П. Лидо је насеље у Италији у округу Венеција, региону Венето.
Према процени из 2011. у насељу је живело 67 становника. Насеље се налази на надморској висини од -1 м.